# Paauhau
Paauhau es un área no incorporada ubicada en el condado de Hawái en el estado estadounidense de Hawái.

## Geografía
Paauhau se encuentra ubicado en las coordenadas 20°5′7″N 155°26′26″O / 20.08528, -155.44056.